# Gasthaus zur Sonne (Heilbronn)

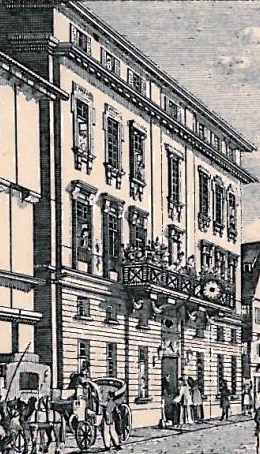
Gasthaus zur Sonne, Gebrüder Wolff 1830

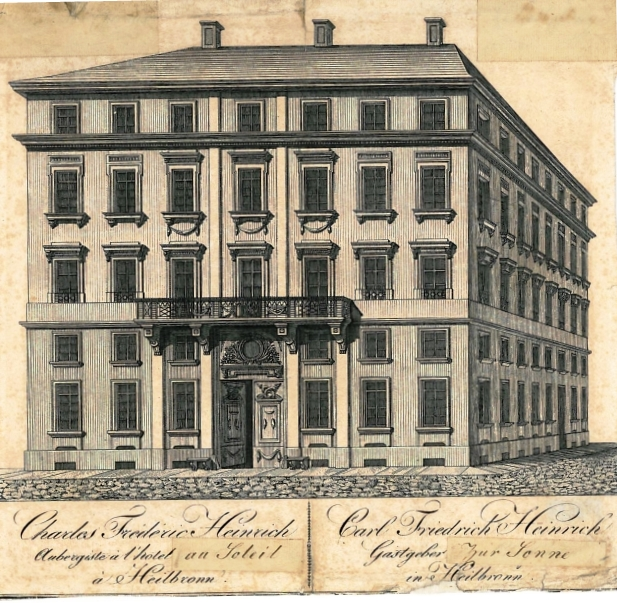
Gasthaus zur Sonne in einer Zeichnung von 1797 bis 1810

Das Gasthaus zur Sonne bzw. „zum Churfürsten“ war ein Wirtshaus an der Sülmerstraße 52 in Heilbronn.

## Geschichte
Das 1796/97 umgebaute Gasthaus war einst der Patrizierhof Georg Aff und der bekannteste Heilbronner Gasthof im 18. Jahrhundert, wo im Jahre 1797 auch Goethe übernachtete. Das Gebäude wurde auch von den Gebrüdern Wolff in einer Lithographie festgehalten. Seine noch erhalten gebliebene Nordgiebelwand wurde am 28. Februar 1949 abgetragen.

## Architektur
Das Gebäude bestand ganz aus Sandstein und umschloss mit drei Flügeln einen Lichthof. Die Schaufassade befand sich an der Sülmerstraße und war in sieben Achsen unterteilt.

### Untergeschosszone mit Mezzanin
Über dem Untergeschoss erhob sich ein Mezzanin. Dieser Bereich schloss nach oben mit einem Gurtgesims ab, das in Höhe des Obergeschossfussbodens durchlief. Bis zu diesem Gesims wies die Fassade der Untergeschosszone mit Mezzanin eine aufwändige Rustika auf.

#### Dreiachsige Mittelpartie mit Tor

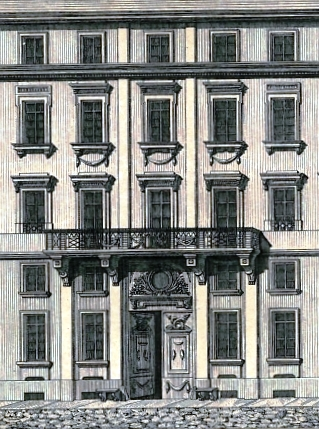
Ausschnitt mit Mittelpartie

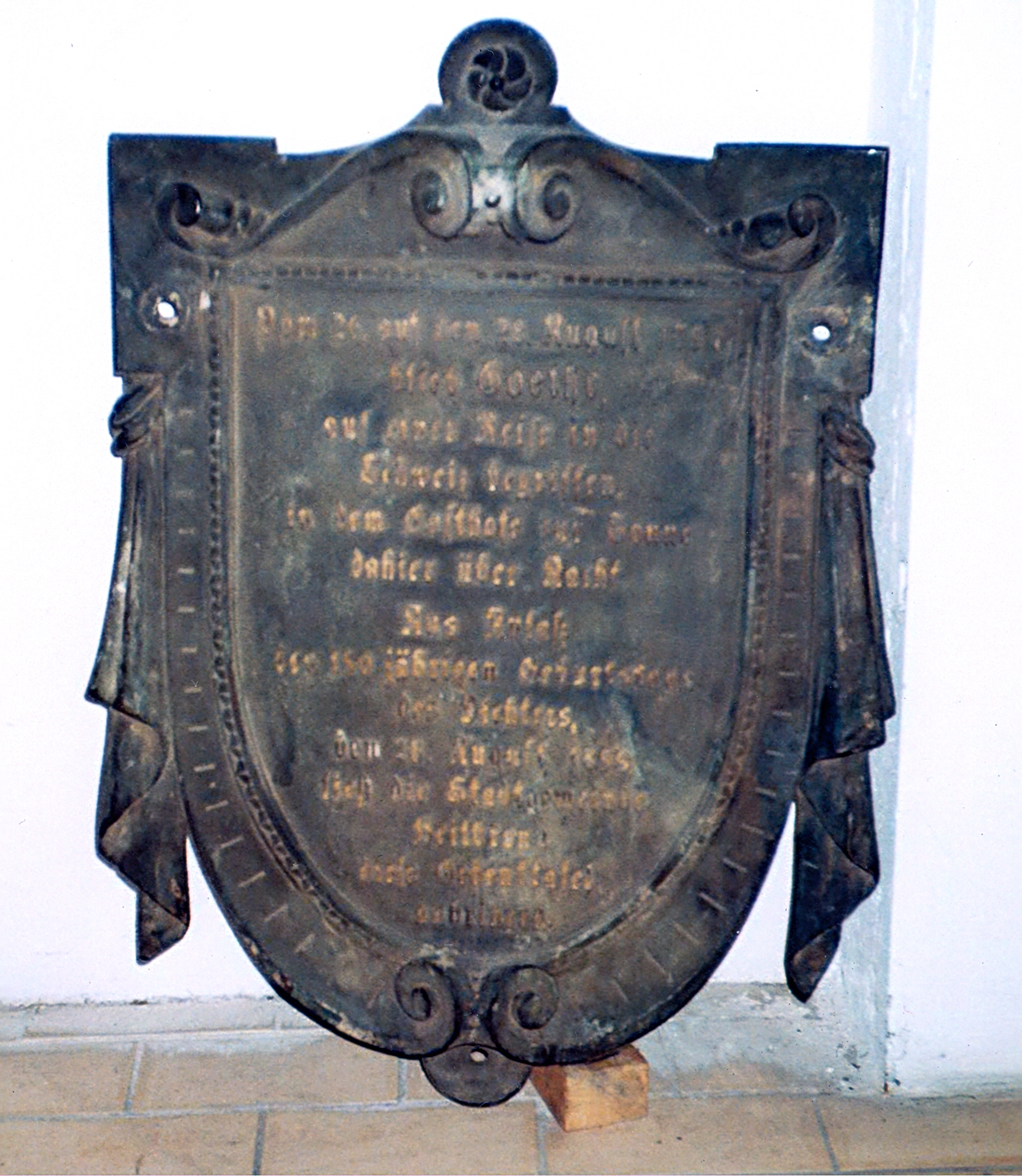
Gedenktafel an den Aufenthalt Goethes im Gasthof zur Sonne vom 26. zum 28. August 1797, heute im Lapidarium.

Bis in Höhe des Gesimses kragte eine dreiachsige Mittelpartie – von der ansonsten siebenachsigen Schaufassade – risalitartig vor. Von den gemauerten Pilastern („Mauerpfeiler“) des Mittelrisalits kragten Konsolen aus, die eine Balkonplatte trugen. In der Erdgeschosszone befand sich in der Mitte des dreiachsigen Risalits ein Einfahrtstor mit „derb geschnitzter“ zweiflügeliger Türe. Als oberen Abschluss wies das Tor einen Bogen auf mit einem reich geschnitzten Oberlicht, das in Wirklichkeit ein Mezzaninfenster war. Die Einfahrt führte bis zum Innenhof durch. Links neben der Einfahrt, nach dem Hof zu, befand sich die „schöne breite Haupttreppe“ mit „feinem Holzgeländer“.

#### Mezzanineckzimmer
Im Mezzanineckzimmer an der Ecke Sülmerstraße / Sonnengasse (frühere Sesslergasse) wohnte Goethe, als er sich vom 26. August abends bis zum 29. August 1797 vor Sonnenaufgang während seiner 3. Schweizreise in Heilbronn aufhielt. An dem Wirtshaus befand sich eine Gedenktafel, die an den Besuch Goethes erinnerte. Die Originaltafel befindet heute sich im Lapidarium, ein Abguss davon befindet sich seit Dezember 2009 vor der Helene-Lange-Realschule.

### Obergeschosszone
Über dem Untergeschoss mit Mezzanin, erhoben sich zwei Vollgeschosse und ein Dachgeschoss. Zwischen dem zweiten Obergeschoss und dem Dachgeschoss zog sich ein „kräftiges Hauptgesims mit Zahnschnitt“. Sowohl die beiden Vollgeschosse als auch das Dachgeschoss wurden durch eine starke vertikale Betonung miteinander verbunden: „Flache Putzlisenen“ flankierten die Mittelachse über dem Balkon, die die zwei Vollgeschosse und das Dachgeschoss durchlief.

#### Erstes Obergeschoss:Beletage
Im ersten Obergeschoss befand sich die Beletage. Hier befand sich der großzügige Balkon, der drei Achsen umfasste und ein schmiedeeisernes Geländer einfasste. Die Fensteröffnungen des ersten Obergeschosses, der Beletage, waren im unteren Teil vergittert. Das erste Obergeschoss hatte nach dem Hof auf drei Seiten einen Umgang, den dasselbe „feine Holzgeländer“ der breiten Haupttreppe im Hof einfasste.

#### Übrige Geschosse
Die Fenster und Balkontüren in den Obergeschossen zeigten eine profilierte Steinumrahmung und hatten auf Konsolen ruhende horizontale Verdachungen.

## Kunstgeschichtliche Bedeutung
Das 1796/97 umgebaute Gebäude wird dem klassizistischen Stil zugeordnet.
Gossenberger ordnet den Bau dem Empirestil zu. Weiter erwähnt er als Baumeister den in Zweibrücken nachweisbaren Architekten Johann Leonhard Krutthofen (Gruthofer, Grudhofer, Krutthofer) (* 1752), Baumeister von Schloss Karlsberg. Gossenberger zitiert dabei Goethe:

„Das Wirthsgebäude ist von einem Zweibrücker Baumeister, der sich in Paris aufgehalten, gebaut und von ihm sowohl das Ganze als auch das Einzelne angegeben“

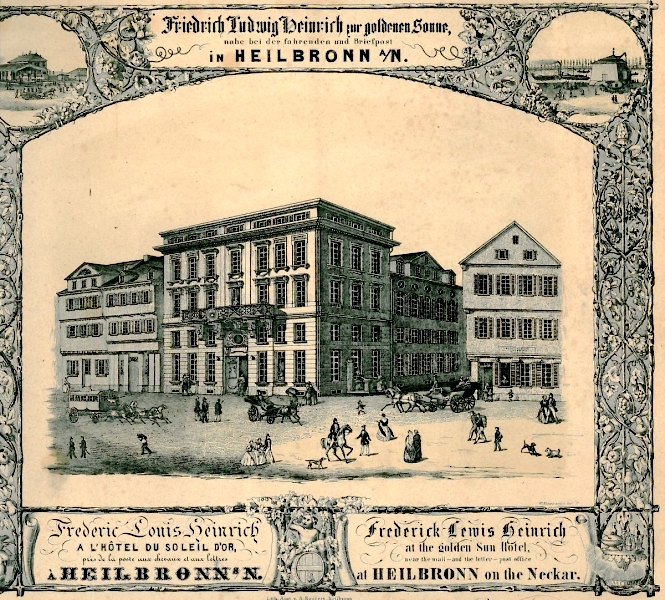
Gasthaus zur Sonne (1851)